# ساکا، هیروشیما
ساکا، هیروشیما (به لاتین: Saka, Hiroshima) یک منطقهٔ مسکونی در ژاپن است که در استان هیروشیما واقع شده‌است. ساکا ۱۲٬۰۵۹ نفر جمعیت دارد.